# Чижиков, Пётр Васильевич
Пётр Васильевич Чижиков (род. 6 сентября 1921) — лейтенант Рабоче-крестьянской Красной Армии, участник Великой Отечественной войны, Герой Советского Союза (1944), лишён звания в 1957 году.

## Биография
Родился в селе Владимировка Борисоглебского уезда Тамбовской губернии (ныне деревня в составе Троицкого сельсовета Мучкапского района Тамбовской области). В 1940 году был призван на службу в Рабоче-крестьянскую Красную Армию. С 1943 года — на фронтах Великой Отечественной войны.
Помощник командира стрелкового взвода старший сержант Чижиков за участие в бою под станицей Абинской, в котором он лично уничтожил до 15 немецких солдат и офицеров, 14 мая 1943 года был награждён медалью «За отвагу».
3 сентября 1943 года взвод младшего лейтенанта Чижикова участвовал в бою за хутор Подгорный. Со своим взводом Чижиков первым ворвался в расположения вражеских подразделений. Взводом было уничтожено до 50 немецких солдат и офицеров. В бою был дважды ранен, но не покинул поля боя. За этот бой был представлен к награждению орденом Красной Звезды, но фактически награждён орденом Отечественной войны 2-й степени.
Командир стрелкового взвода 1137-го стрелкового полка 339-й стрелковой дивизии 56-й армии Северо-Кавказского фронта лейтенант Чижиков отличился в боях во время прорыва советскими войсками «Голубой линии» и ликвидации Кубанского плацдарма, а также при освобождении Крыма. 11 ноября 1943 года, во время боёв на Керченском полуострове, во главе своего взвода Чижиков атаковал немецкую линию обороны на подступах к селу Капкены. В бою он лично убил двух вражеских офицеров, уничтожил пулемётный расчёт и, захватив пулемёт, открыл огонь по отступающим немцам. В уличном бою в селе Капкены ударом с тыла вместе со своей группой уничтожил более 30 солдат и офицеров противника, разрушил 3 дзота, 5 пулемётных точек. Несмотря на ранение, поля боя Чижиков не покинул и продолжил сражаться. Всего же в боях на Керченском полуострове взвод Чижикова уничтожил более 70 немецких солдат и офицеров. За этот бой Чижиков был представлен к званию Героя Советского Союза.
В боях за освобождение Керчи взвод Чижикова принимал участие, начиная с 22 января 1944 года. «За умелое руководство на поле боя, решительность и мужество» Чижиков был награждён орденом Красного Знамени.
Указом Президиума Верховного Совета СССР от 16 мая 1944 года лейтенант Пётр Чижиков был удостоен звания Героя Советского Союза с вручением ордена Ленина и медали «Золотая Звезда».
После седьмого ранения и лечения в госпитале служил в Ленинском военкомате Краснодара. Был награждён также медалями «За оборону Кавказа» (1 мая 1944) и «За победу над Германией» (9 мая 1945).
В июле 1945 года уволен в запас. В последующем стал преступником.
В декабре 1948 года осуждён Краснодарским краевым судом по ст. 2 Указа Президиума Верховного Совета СССР от 4 июня 1947 года «Об уголовной ответственности за хищение государственного и общественного имущества» и ч.1 ст. 169 УК РСФСР (мошенничество), приговорён к 20 годам лишения свободы. Освобождён досрочно в 1955 году.
13 сентября 1957 года, будучи под следствием по поводу совершения новых преступлений, лишён наград и звания Героя Советского Союза указом Президиума Верховного Совета СССР. В том же году осуждён на 6 лет лишения свободы за хищение государственного имущества. Освобождён досрочно в 1960 году.
В декабре 1961 года осуждён за кражу личного имущества на 5 лет лишения свободы. С февраля 1968 года проживал в селе Ачхой-Мартан, районном центре Чечено-Ингушской АССР.
Награждён Орденом Отечественной войны 2-й степени (6 апреля 1985).
Дальнейшая судьба неизвестна.